# Iain Dilthey
Iain Dilthey est un réalisateur allemand né en 1971 en Écosse.

## Filmographie
- 2001 : Ich werde dich auf Händen tragen
- 2002 : Das Verlangen
- 2006 : Gefangene

## Récompenses
Il gagne le Léopard d'or avec son film Das Verlangen